# Botos Katalin
Botos Katalin (Nagyvárad, 1941. december 13. -) közgazdász, egyetemi tanár, az Antall-kormányban bankügyekért felelős tárca nélküli miniszter, a közgazdasági tudományok doktora (1973).

## Családja
Férje Botos József közgazdász. Két gyermekük van. 

## Életpályája
Krebsz Katalin néven született. Szülei tisztviselők voltak. Édesanyja: Kapitány Etelka. Általános iskolai tanulmányait Tatabányán, középiskoláit a Patrona Hungariae római katolikus leánygimnáziumban végezte. Tanulmányait a Marx Károly Közgazdasági Egyetemen folytatta. 1970-ben szerzett egyetemi doktorátust. Kandidátusi értekezését 1973-ban, a közgazdasági tudományok doktora címét 1987-ben védte meg.
1971-ben vette fel férje, Botos József közgazdásznak a családnevét. Gyermekei: Máté (1968) és Veronika (1969)
Az Antall-kormányban bankügyekért felelős tárca nélküli miniszter 1990. december 21-től 1992. január 23-ig (tisztsége ezen a napon megszűnt). 1992 és 1994 között bankfelügyeleti elnök volt. Több egyetemen tanított. 1999 óta gazdaságtörténetet tanít (PPKE BTK).

## Tudományos fokozatai
- Egyetemi doktorátus (1970)
- Kandidátus (1973)
- Közgazdasági tudományok doktora (1987)

## Főbb művei
Főleg a nemzetközi pénzügyek témakörében publikál.

### Fontosabb cikkei
- Botos Katalin: Egy pénzügyes közgazda gondolatai A közgazdaságtan megváltásáról

### Kötetek
- Pénzügyek a KGST-ben; Tankönyvkiadó, Budapest, 1978
- Botos Katalin–Patai Mihály–Szalkai István: Pénzügyek és nemzetközi gazdasági kapcsolataink; Közgazdasági és Jogi, Budapest, 1980
- KGST valutarendszer – nemzetközi kooperáció; Pénzügykutató Intézet, Budapest, 1981
- Pénz, nemzetközi pénz; Közgazdasági és Jogi, Budapest, 1983
- Botos Katalin–Gyöngyössy István: Aktuális nemzetközi pénzügyi kérdések; Pénzügykutatási Intézet, Budapest, 1985 (Pénzügykutatási Intézet)
- Világméretű pénzügyi egyensúlyhiány; Közgazdasági és Jogi, Budapest, 1987
- Antalóczy Katalin–Botos Katalin: Lesz-e konvertibilis a forint? A klíringtől a konvertibilitásig; Közgazdasági és Jogi, Budapest, 1990
- Elvesz(t)ett illúziók. A magyar bankrendszer helyzete és távlatai; Közgazdasági és Jogi, Budapest, 1996
- Botos Katalin–Bódy László: Bankrendszer és bankszabályozás. Egyetemi jegyzet; PPKE Jog- és Államtudományi Kar, Budapest, 1998 (Közgazdaságtan joghallgatók számára)
- Scipio levelei. Esszék a közelmúlt banktörténetéből. Egyetemi jegyzet; PPKE, Budapest, 1999
- Botos Katalin–Bódy László–Mádl József: Nemzetközi pénzügyek; PPKE Jog- és Államtudományi Kar, Budapest, 1999
- Botos Katalin–Bódy László: Magyar pénz- és tőkepiaci rendszer; Szt. István Társulat, Budapest, 2004 (Közgazdaságtan joghallgatók számára)
- Botos Katalin–Schlett András: Államháztartástan; Szt. István Társulat, Budapest, 2005 (Közgazdaságtan joghallgatók számára)
- Botos Katalin–Halmosi Péter: Nemzetközi pénzügyek. A Bretton Woods-i rendszer múltja, jelene, jövője; JATEPress, Szeged, 2006
- Botos Katalin–Kőrösi István: Az Európai Unió a XXI. század elején; Szt. István Társulat, Budapest, 2007 (Közgazdaságtan joghallgatók számára)
- Európai gazdasági és monetáris integráció / European economic and monetary integration; JATEPress, Szeged, 2008 (Fókuszban az Európai Unió)
- Keresztény gazdaság, globális piacgazdaság; Kairosz, Budapest, 2009
- Botos Katalin–Bódy László: Magyar pénz- és tőkepiaci rendszer; 7. átdolg. kiad; Szt. István Társulat, Budapest, 2010 (Közgazdaságtan joghallgatók számára)
- Botos Katalin–Schlett András: Államháztartástan; 2. átdolg. kiad; Szt. István Társulat, Budapest, 2010 (Közgazdaságtan joghallgatók számára)
- Pénzügypolitika, gazdaságpolitika. Válogatott tanulmányok; Tarsoly, Budapest, 2011
- Botos Katalin–Halmosi Péter: Nemzetközi pénzügyek. A Bretton Woods-i rendszer múltja, jelene, jövője; JATEPress, Szeged, 2011
- Matuzsálemek kora. Nyugdíj, gazdaság, társadalom; Kairosz, Budapest, 2012
- Közgazdaságtan, nem csak közgazdászoknak; Tarsoly, Budapest, 2014
- Botos Katalin–Halmosi Péter: Nemzetközi pénzügyek. A Bretton Woods-i rendszer múltja, jelene, jövője; 2. jav. kiad.; JATEPress, Szeged, 2014
- Az ember hívőnek születik. A Gyűrűk urától Európa atyjáig; Kairosz, Budapest, 2017
- Csongrád. A Körös-torok ősi városa; Kairosz, Budapest, 2018 (Féltett kishazák)
- A közjó apostolai. Történelemformáló személyiségek a XX-XXI. században; Kairosz, Budapest, 2019
- Keresztény közgazdaságtan?!; Mária Rádió Közhasznú Egyesület, Veszprém, 2022
- Egy közgazdász élete a KÖZ szolgálatában; Lexica, Budapest, 2023 (Magyar tudósok)

## Díjai, elismerései
- 1994 Fáy András Emlékplakett
- 2001 MKT Széchenyi érem
- 2004 Milánói Katolikus Egyetem Emlékérem
- 2005 PPKE JAK Emlékérem [1]
- 2006 Prudencia-díj
- 2008 100 kiemelkedő nő emlékplakett
- 2011 Professzor emeritus, SZTE
- A Magyar Érdemrend középkeresztje (2012)[2]